# Kiowa (Colorado)
Kiowa é uma cidade  localizada no estado americano do Colorado, no Condado de Elbert.

## Demografia
Segundo o censo americano de 2000, a sua população era de 581 habitantes.
Em 2006, foi estimada uma população de 607, um aumento de 26 (4.5%).

## Geografia
De acordo com o United States Census Bureau tem uma área de
1,3 km², dos quais 1,3 km² cobertos por terra e 0,0 km² cobertos por água.

## Localidades na vizinhança
O diagrama seguinte representa as localidades num raio de 40 km ao redor de Kiowa.